# Rei d'Assíria
La següent llista de reis assiris és una compilació dels monarques d'Assíria, que s'inicia aproximadament el 2500 aC i continua fins al segle viii aC aC. Comença fent una llista dels reis de la ciutat estat sumeroacàdia d'Assur, i els reis posteriors dels imperis assiris. Assíria és una antiga civilització al nord de Mesopotàmia (actual nord de l'Iraq, al nord-est de Síria, i el sud-est de Turquia). La llista dels reis assiris inclou la durada dels regnats que sembla haver-se basat en la llista actualment perduda anomenada limmu (on s'enumeren els noms dels epònims de funcionaris per a cada any). Aquestes durades de regnat sobretot concorden bé amb les llistes de reis hitites, babilonis i antics egipcis i amb el registre arqueològic, i es consideren generalment fiables per a l'època. És una mica fictícia, perquè se sap que alguns dels reis no es troben a la llista i d'altres reis llistats no estan verificats de forma independent.
Abans del descobriment de les tauletes cuneïformes que llistaven els antics reis assiris, els erudits abans del segle xix només tenien accés a dues llistes completes dels reis assiri, que es troben en la Crònica d'Eusebi de Cesarea (c. 325), de la qual hi ha dues edicions i en segon lloc una llista que es troba a l'Excerpta Latina Barbari.
Una llista incompleta de 16 reis assiris també es conserva a les obres de Sext Juli Africà. Altres llistes de reis assiris molt fragmentàries han arribat fins a nosaltres per escrits dels grecs i romans, com Ctèsies de Cnidos (c. 400 aC) i els autors romans Càstor de Rodes (segle i aC) i Cefalió (segle i).
A diferència de les tauletes cuneïformes, la llista en llengua grega es considera que només conté veritats històriques menors. Alguns estudiosos sostenen, a més, que són o invencions completes o ficció.

### Període assiri mitjà

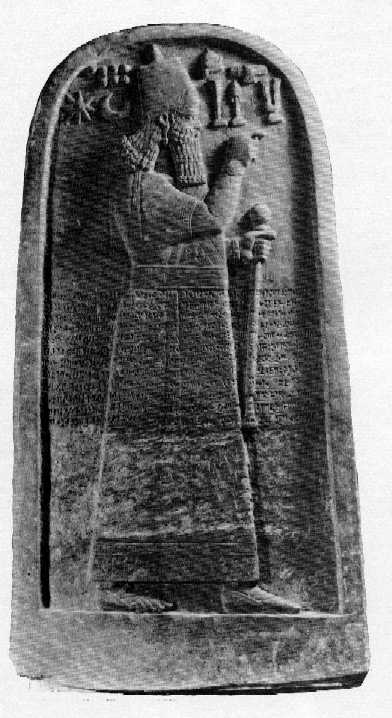
Adadnirari III (811–783 aC)

### Període neoassiri

Imperi Neoassiri (824 & 671 aC)

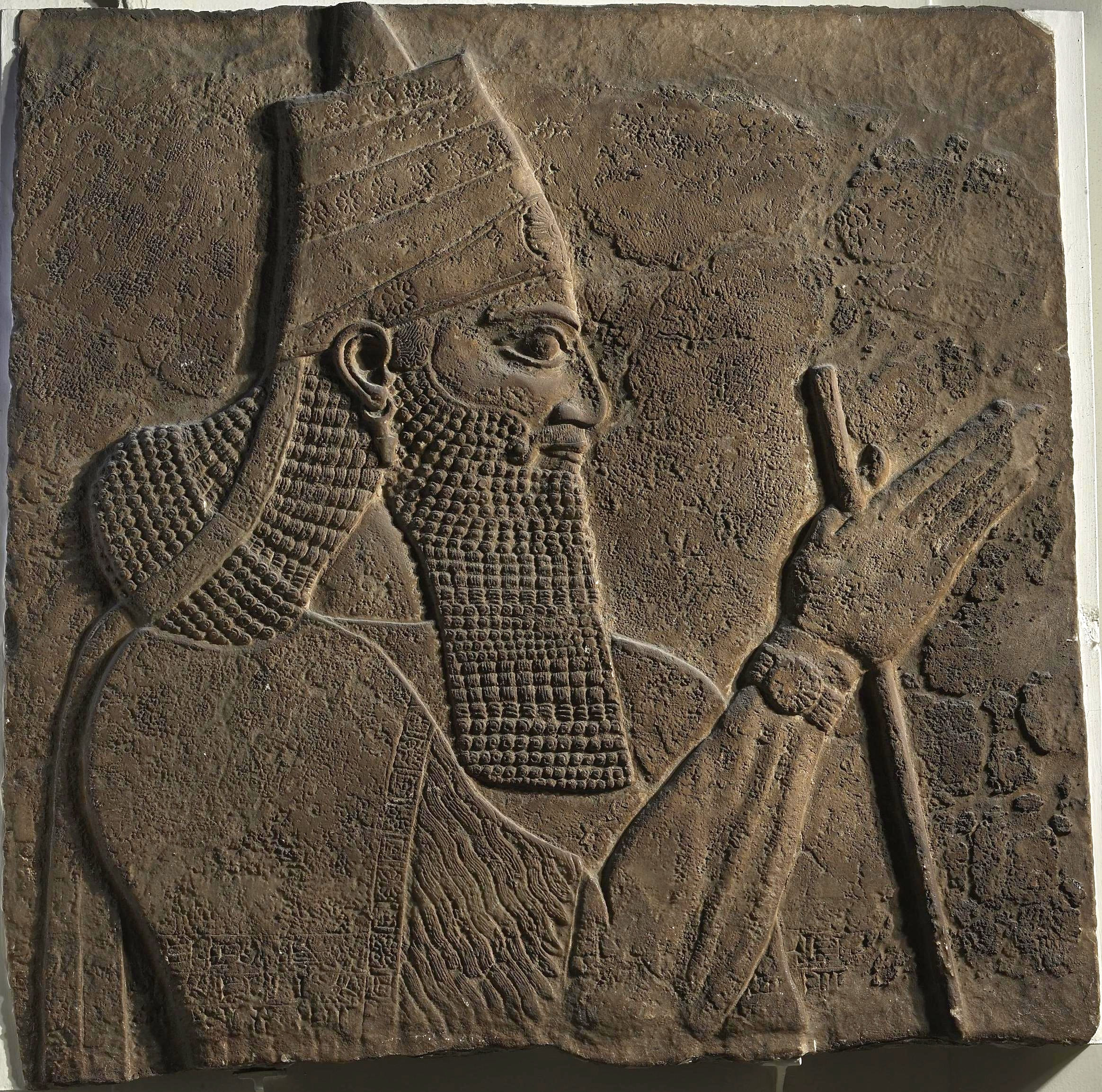
Teglatfalassar III (745–727 aC)

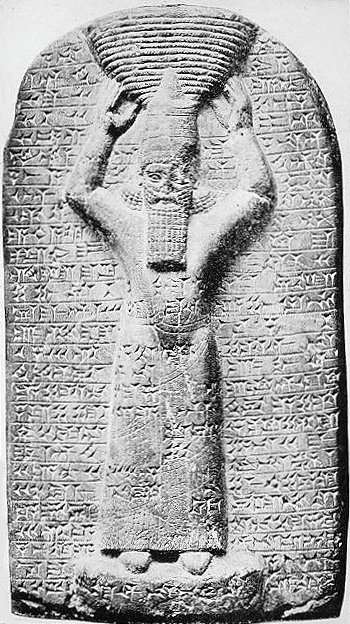
Assurbanipal (669–631 aC)